# Foro Italico
Le Foro Italico est un complexe sportif, situé au nord de Rome, dans le quartier Della Vittoria.

## Historique
Le Foro Italico a été réalisé dans la zone appelée à l'origine « Prati della Farnesina »  (du nom de la famille Farnèse, qui en était propriétaire), à partir de la fin des années 1920. Durant la période fasciste, il était appelé Foro Mussolini, puis il changea de nom après la Seconde Guerre mondiale. Il a été complété en 1960, pour accueillir les épreuves des Jeux olympiques de Rome. Le projet a été confié à Enrico Del Debbio.
Le 7 mai 2015, le parcours « Légendes du sport italien - Walk of Fame » a été inauguré sur la Viale delle Olimpiadi ; 100 plaques portant les noms de légendes du sport italien, d’anciens athlètes qui ont écrit l’histoire du sport national choisi par la Commission des athlètes du CONI, ont été posées sur ce parcours.

## Description

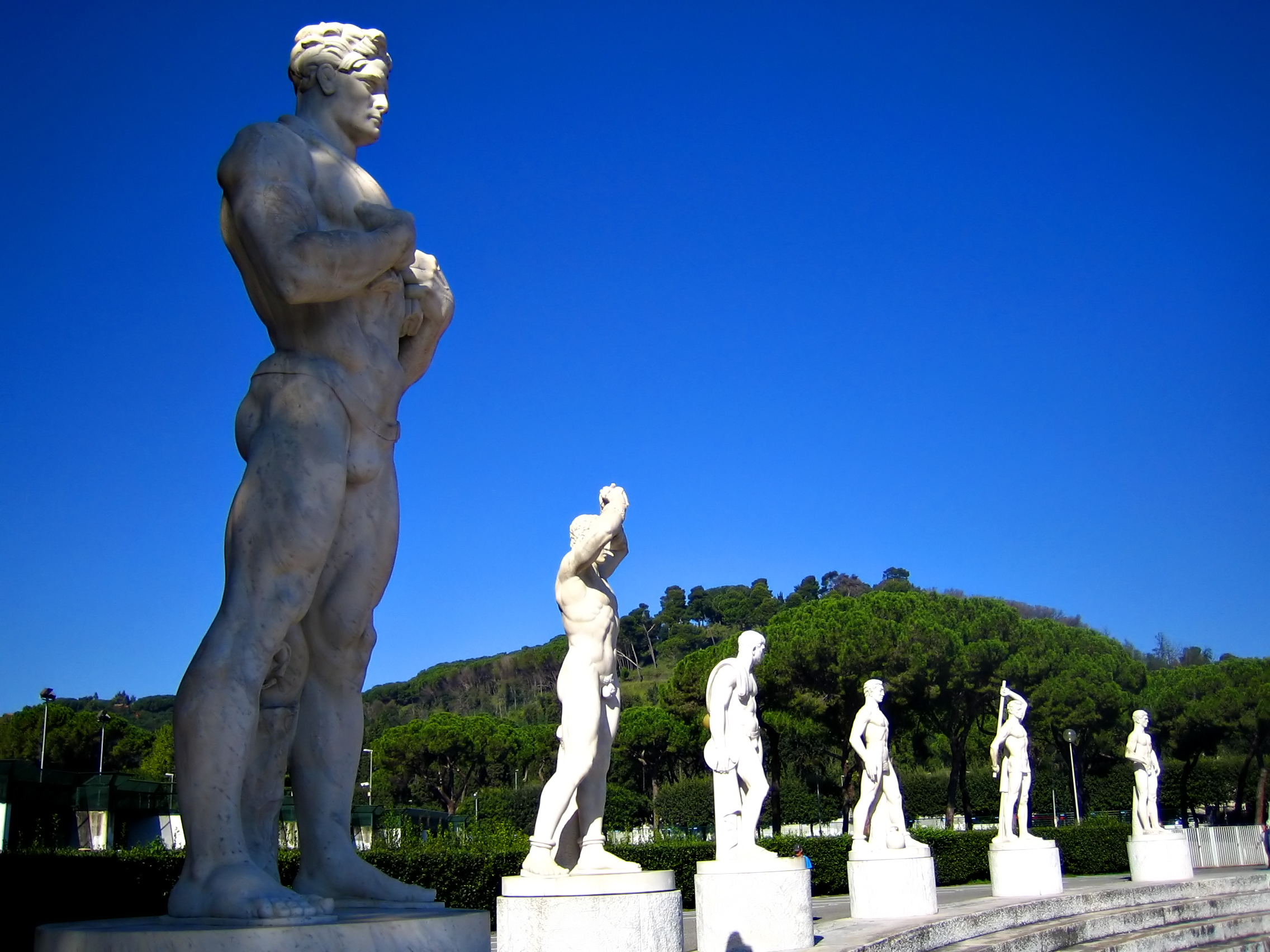
Statues d'athlètes du stade des Marbres.

L'entrée principale du Foro se trouve sur la Piazza Lauro de Bosis, à l'ouest du Ponte Duca d'Aosta qui permet de franchir le Tibre.
Cette place est marquée en son centre par le Monolithe Mussolini, un obélisque de marbre de Carrare de 36 mètres de haut. 
De part et d'autre de l'entrée se dressent deux bâtiments de briques rouges abritant respectivement les sièges de l'Institut universitaire de sciences motrices (à gauche) et du Comité national olympique italien (à droite).
Une allée longue d'environ 130 mètres, la Viale del Foro Italico, terminée par une vaste place circulaire, la Piazzale del Foro Italico, permet d'accéder aux diverses installations sportives, dont, en premier lieu :
- le stade Olympique d'une capacité de 100 000 spectateurs ;
- le stade des Marbres pouvant accueillir 20 000 spectateurs.

Les autres installations se trouve à gauche de l'allée, comme :
- le stade nautique ;
- des courts de tennis sur terre battue ; le Court Central, pouvant accueillir 10 500 spectateurs[4] ;
- des terrains de basket-ball ;
- des pistes de course à pied ;
- des salles d'escrime de l'Accademia di scherma al Foro italico (it) ;
- un gymnase.

Au nord du Foro Italico, l'on trouve le gigantesque Palazzo della Farnesina (Ministère des Affaires Étrangères). En face de ce palais, se trouve un complexe composé de petits bâtiments rouges appelés « Maison Internationale des Étudiants ».

## Galerie

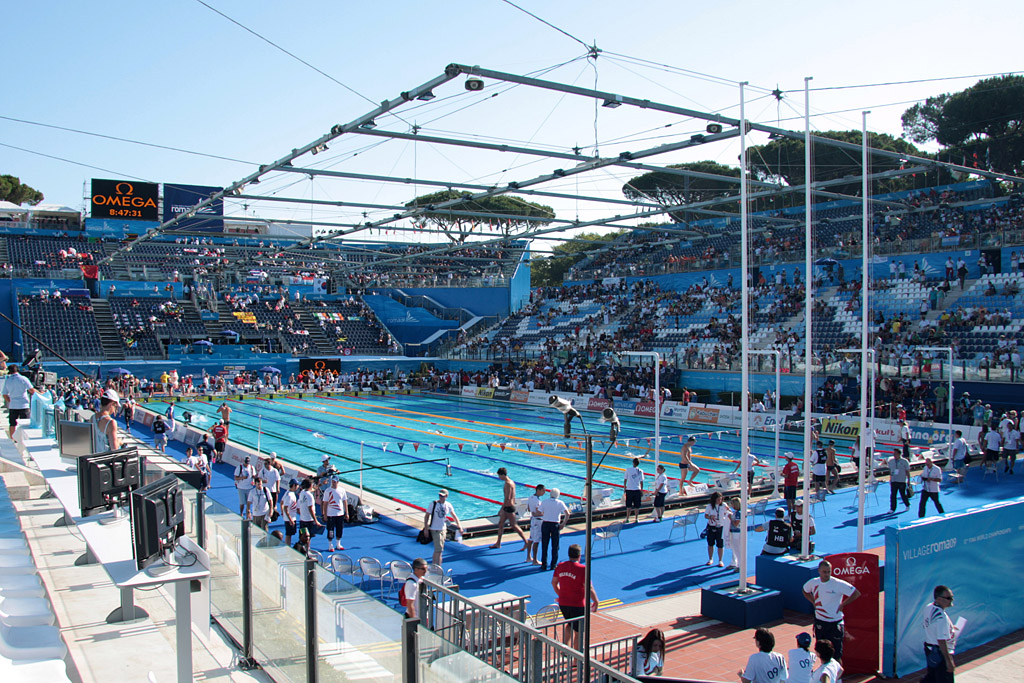
Stade nautique.
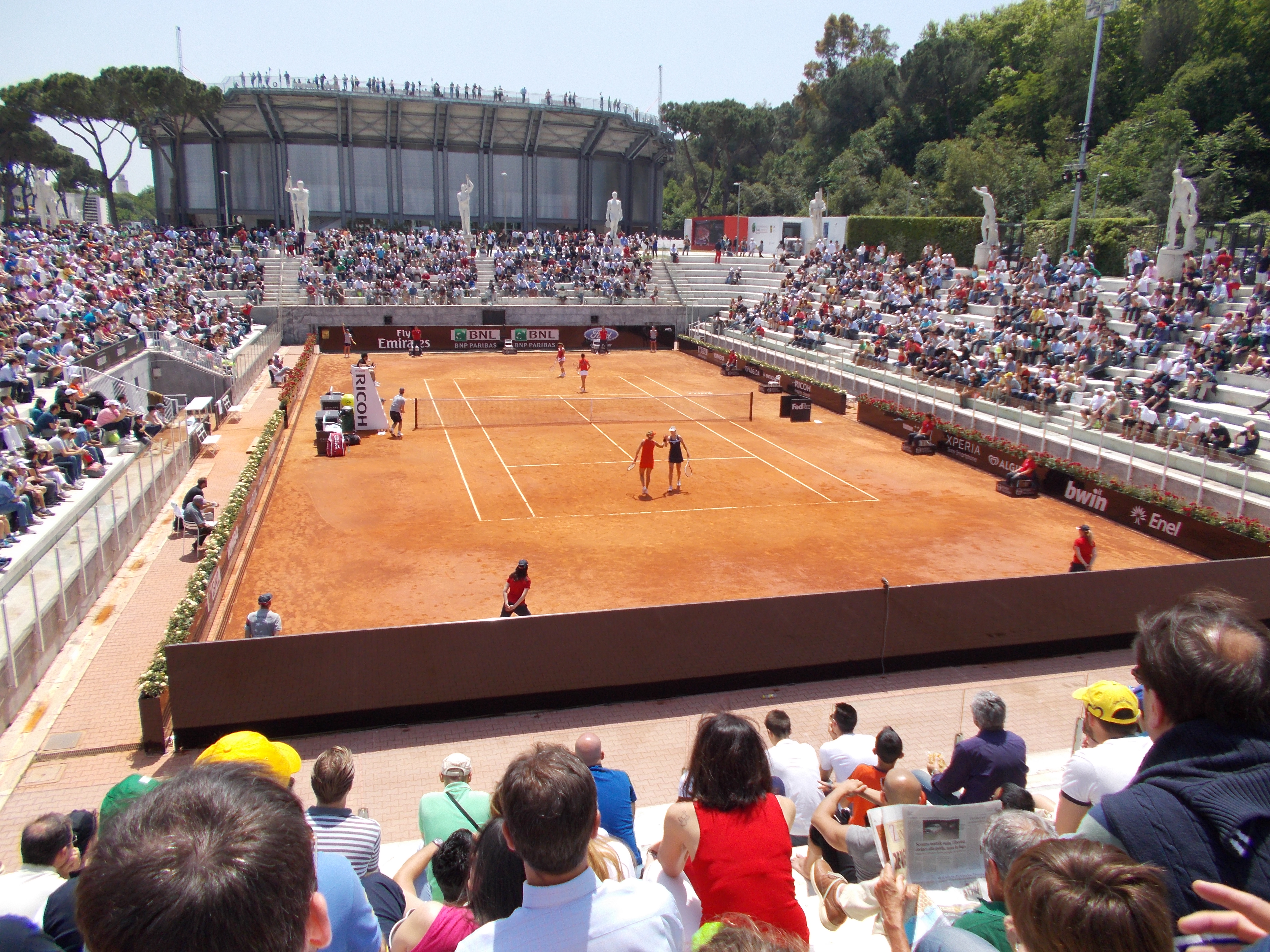
Court de tennis.
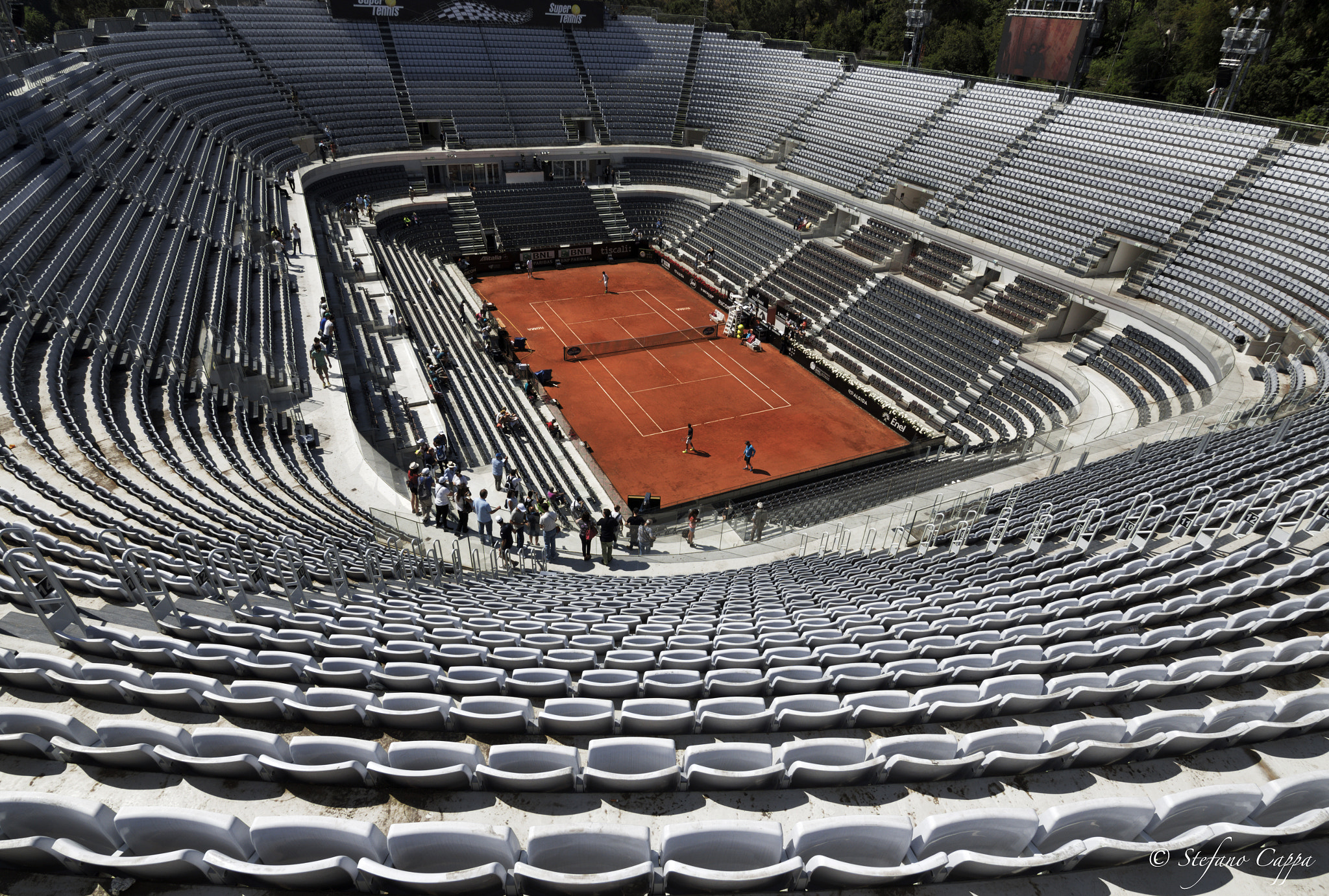
Court Central de tennis.
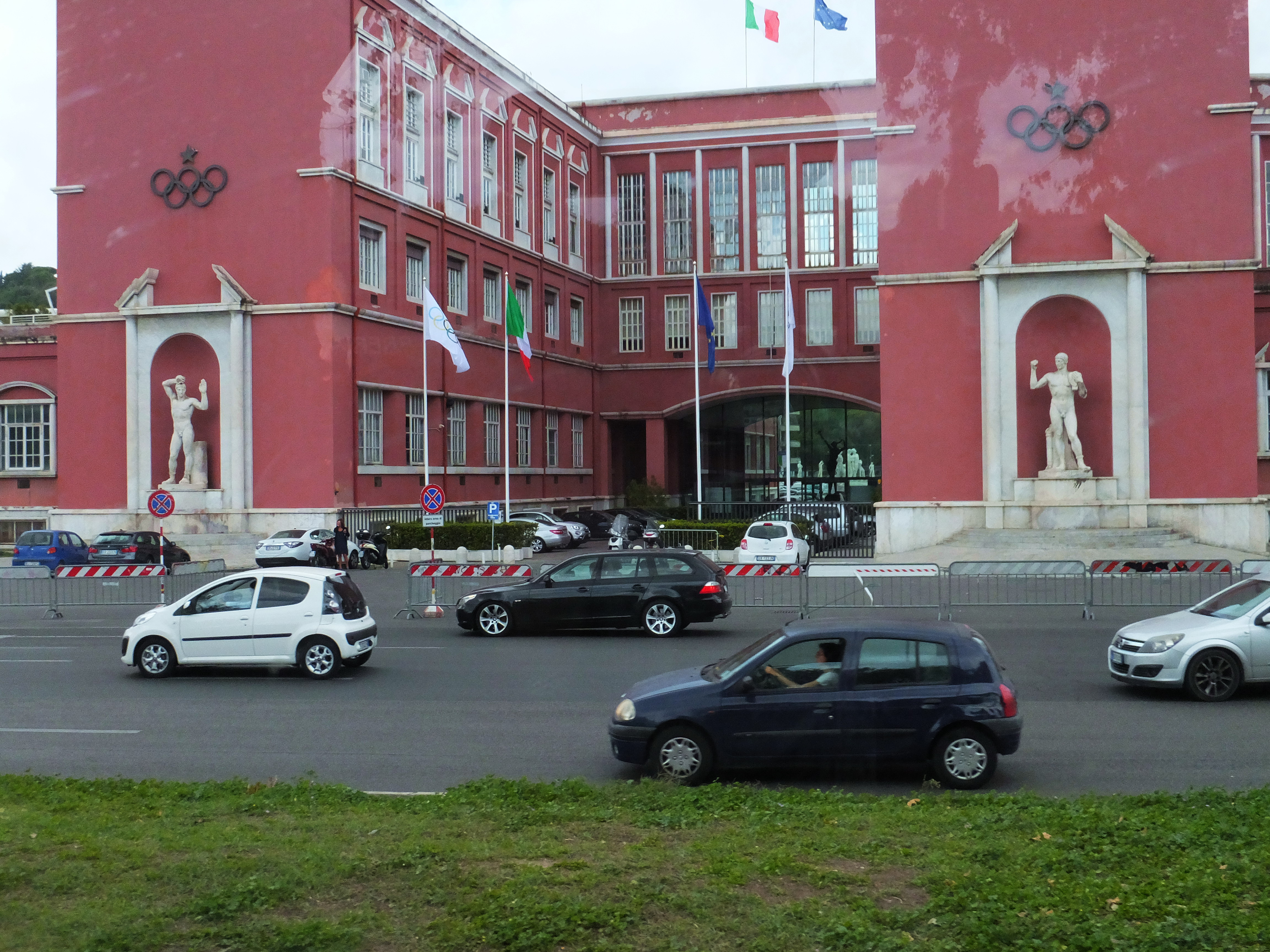
Le Palais H, siège du CONI, situé dans l'enceinte du Foro Italico.